# Aszraf Pahlawi
Aszraf Pahlawi, per. اشرف پهلوی (ur. 26 października 1919 w Teheranie, zm. 7 stycznia 2016 w Monte Carlo) – bliźniacza siostra ostatniego szacha Iranu, Mohammada Rezy Pahlawiego.

## Zamach stanu na Mossadegha w 1953
W 1953 Aszraf Pahlawi odegrała istotną rolę w tzw. operacji „Ajax”. Operacja była zamachem stanu przeciwko rządowi Mohammeda Mossadegha. Szach był przeciwny operacji i przez pewien czas nie akceptował jej.
Na początku 1953 poznała agentów CIA, którzy poprosili ją, aby przekonała szacha, gdyż jako jedyna miała wpływ na swojego bliźniaczego brata. Po ukończeniu działań, otrzymała ponad 100 000 dolarów amerykańskich.

## Małżeństwa
- Ali Kawam
- Ahmad Szafik
- Mehdi Bushehri

### Dzieci
- Szahram Szafik Pahlawi-Nia
- Szahrijar Szafik
- Azadeh Szafik

## Odznaczenia
- Order Plejad II klasy (Iran, 1957)
- Order Arjamehr II klasy  (Iran, 26 września 1967)
- Medal Koronacyjny Mohammada Rezy Pahlawiego (Iran, 26 września 1967)
- Order Czerwonego Sztandaru Pracy (ZSRR, lipiec 1946)

## Publikacje
Aszraf Pahlawi napisała kilka książek, m.in.:
- Twarze w lustrze (1980)
- Chwila prawdy (1995)